# Никозија (округ)
Никозија округ (грч. Λευκωσία, тур. Lefkoşa) је званична подручна јединица првог реда у оквиру Кипра. Званично седиште округа је истоимени град Никозија, главни град Кипра, тачније јужни део града, будући да су његова северна половина и северна половина округа под турском окупацијом.

## Положај и границе
Округ Никозија се налази у средишњем делу државе Кипар и дели границе са:
- на истоку - округ Фамагуста,
- на југоистоку - округ Ларнака,
- на југу - округ Лимасол,
- на југозападу - округ Пафос,
- на северу - округ Керинеја.

## Природни услови
Дати округ Никозија обухвата средишњи део острва Кипар, са обалом ка Средоземном мору на западу. На северу округа се издижу Керинејске планине. У средишњем делу издналази главна остврска равница Месаорија, док се на издижу Тродос планине, духовно средиште православља на острву.

## Историја
Никозија округ постоји у данашњим границама од времена британске управе над острвом, а као такав наследила га је и задржала млада кипарска држава у првим годинама постојања. 1974. године турска војска је заузела северну половину округа са северним делом седишта, северним делом Никозије. У рукама званичне владе остала је јужна половина округа.

## Становништво и насеља
Традиционално становништво округа су били и остали већински православни Грци и мањински муслимански Турци. Традиционално, турско становништво је било бројније у северном делу округа, у јужном подножју Керинејских планина. Међутим, некада помешано становништво је данас подељено у складу са поделом Кипра. По последњем попису из 2001. године у делу округа под управом званичне владе живи 279.545 становника.
Највеће насеље и званично седиште округа је град Никозија (100.000 ст., делом под окупацијом). Познат је и град Морфу (15.000 ст., под окупацијом), у западном делу округа.